# Johannes von Goes
Johannes von Goes, (anche Goessen o Goës o de Troch) (Bruxelles, 10 febbraio 1612 – Roma, 19 ottobre 1696), è stato un cardinale e vescovo cattolico austriaco.

## Biografia
Nato a Bruxelles, allora facente parte dei Paesi Bassi austriaci, figlio dell'ufficiale Peter de Troch e di Franziska Goëssen, entrò ben presto al servizio dell'imperatore Leopoldo I d'Asburgo e gli furono affidati incarichi particolarmente importanti e riservati; fu anche consigliere imperiale.
Nel 1664 partecipò alla battaglia di San Gottardo, nella quale le forze austriache ottennero una decisiva vittoria, che fermò per vent'anni l'avanzata turca in Europa. Subito dopo von Goes decise di entrare nella vita ecclesiale.

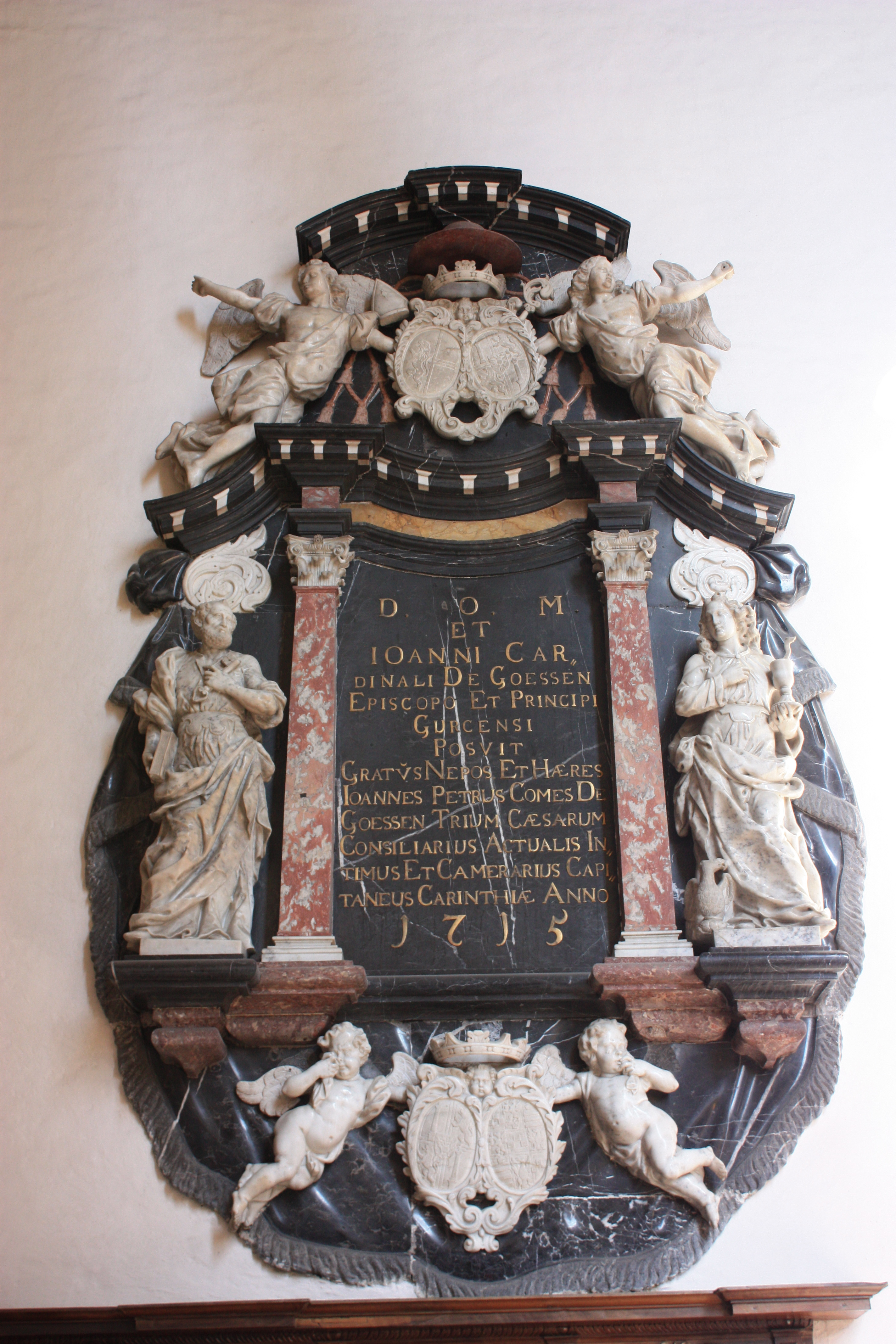
Epitaffio del cardinale von Goes, chiesa parrocchiale di san Nicola, Straßburg.

Il 7 ottobre 1675 fu proposto dall'imperatore come vescovo di Gurk, confermato il 30 ottobre successivo. Celebrò la sua prima messa il 13 dicembre 1675 e fu ordinato vescovo il 2 febbraio dell'anno successivo, dopo aver ricevuto l'approvazione di Maximilian Gandolph von Künburg, arcivescovo di Salisburgo.
Tra il 1678 ed il 1679 fu plenipotenziario imperiale durante i negoziati per il Trattato di Nimega con la Francia di re Luigi XIV.
Fu creato cardinale durante il concistoro del 2 settembre 1686; ricevette il titolo di San Pietro in Montorio. A partire dal 1686 fu ambasciatore dell'imperatore presso la Santa Sede.
Non partecipò al conclave del 1689, che elesse papa Alessandro VIII, perché non fece a tempo a raggiungere il conclave. Partecipò, invece, al conclave del 1691, che elesse papa Innocenzo XII.
Morì il 19 ottobre 1696 a Roma e fu sepolto nella chiesa della Santissima Concezione. Per testamento lasciò 25.000 ducati per la costruzione di un ospedale in Ungheria.

## Genealogia episcopale
La genealogia episcopale è:
- Cardinale Guillaume d'Estouteville, O.S.B.Clun.
- Papa Sisto IV
- Papa Giulio II
- Cardinale Raffaele Sansone Riario
- Papa Leone X
- Papa Paolo III
- Cardinale Francesco Pisani
- Cardinale Alfonso Gesualdo di Conza
- Papa Clemente VIII
- Cardinale Pietro Aldobrandini
- Cardinale Laudivio Zacchia
- Cardinale Antonio Barberini, O.F.M.Cap.
- Cardinale Marcantonio Franciotti
- Papa Innocenzo XII
- Vescovo Wilderich von Walderdorff
- Cardinale Johannes von Goes